# J-POPの捕食者:秘められたスキャンダル
『J-POPの捕食者:秘められたスキャンダル』（J-POPのほしょくしゃ ひめられたスキャンダル、Predator: The Secret Scandal of J-Pop）は、イギリスが制作したテレビ・ドキュメンタリーで、番組の案内役はモビーン・アザーが務めた。このドキュメンタリーは、日本の音楽プロデューサーで、芸能事務所であるジャニーズ事務所を創設し、日本の芸能界において大きな影響力をもっていたジャニー喜多川が関わった性加害問題を中心に取り上げた。本作は、イギリスにおいては、BBC Two のドキュメンタリー・シリーズ『This World』の一部として、2023年3月7日に放映された。

## 概要

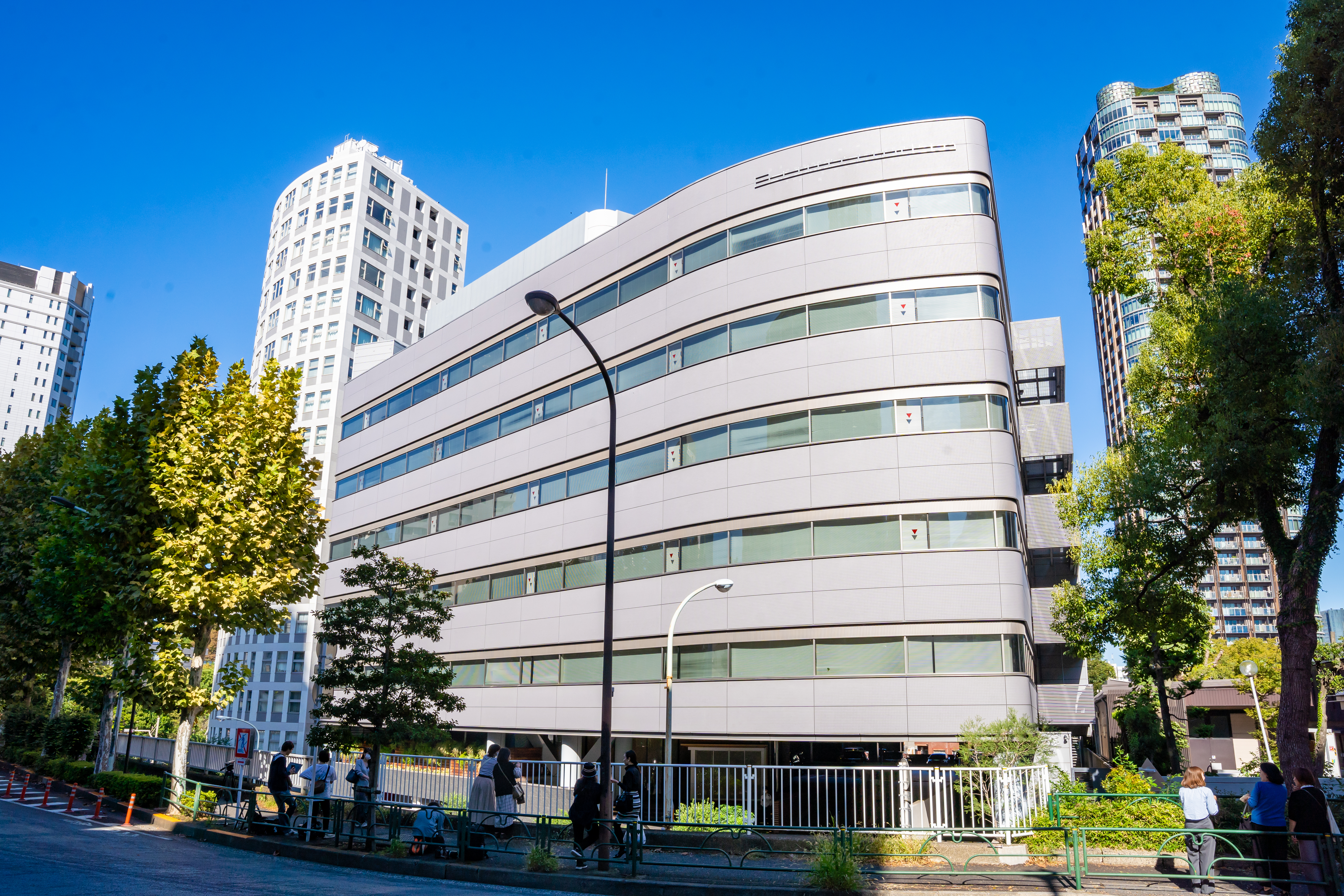
ジャニー喜多川が創設した芸能事務所、ジャニーズ事務所。2023年撮影。この時点で、既に「Johnny & Associates」の看板は撤去されている。

日本の音楽プロデューサーであったジャニー喜多川は、芸能事務所ジャニーズ事務所の創設者で、J-POP、アイドル産業における影響力の大きい人物で、事務所に所属していたタレントたちに対する過去の性加害疑惑が取り沙汰されていたものの、刑事上の責任を追及されることはなく、2019年に死去した後も高く評価され続けていた。さらに、喜多川に対する疑惑は、日本の主流メディアの間ではほとんど報道されることがなかった。イギリス人ジャーナリストのモビーン・アザーは、なぜ喜多川に対する世論が、好意的なもののままなのかを調査するため、日本を訪れる。
アザーは、まず、喜多川とジャニーズ事務所が日本のメディアに対してもっている影響力について検討する。ジャニーズ事務所の所属タレントたちは、テレビ、映画、音楽、広告に数多く露出している。少年たちは、ジャニーズJr.と称される研修生として、事務所に受け入れられ、彼らがデビューできるかどうかの最終的な決定は喜多川の一存によっていた。アザーは、1999年に週刊誌『週刊文春』で喜多川の性加害疑惑を報じたジャーナリストである中村竜太郎へのインタビューや、ジャニーズ事務所との訴訟で『週刊文春』の代理人を務めた弁護士へのインタビューもおこなう。アザーは、喜多川が、自分や、ジャニーズ事務所、所属タレントなどに敵対的な報道をするようなメディアをブラックリスト化して排除していただろう、と述べる。アザーは、喜多川の姪で、当時の事務所のCEOであった藤島ジュリー景子へのインタビューも申し込んだが、事務所はこの求めを拒んだ。
アザーは、「ハヤシ (Hayashi)」と仮称される匿名の人物、平本淳也、高橋竜、レン (Ren) と、4人の元ジャニーズJr.にインタビューをおこなう。いずれのインタビュー対象者も、デビューに繋がるのであれば、喜多川の求めに応じなければならないということを理解していた、と述べた。かれらのうちひとりは、自身の経験を暴行と認識していたが、他の面々は喜多川の行為にも拘らず、今でも喜多川に好意的であると述べた。アザーは、また、性的な心的外傷を負った男性被害者を中心に対応している心理療法士である山口修喜のもとを訪れて、インタビューし、そこではグルーミング（性的手なずけ）や、日本の「恥」の文化、男性による男性への性的暴行に対する従前の法制度が男性被害者が被害意識をもちにくくしていたこと、などが語られる。
取材行の終わりが近づき、アザーは再び藤島へのインタビューを試みるため、ジャニーズ事務所へ赴くが、彼は押し戻され、撮影を拒まれる。その後、アザーは藤島に書面で接触し、彼女は返信を寄せるが、その内容は、事務所が「高度に透明性のある組織的な構造を構築すべく取り組んでおります (working to establish highly transparent organisational structures)」というものであった。アザーは、法律やメディアの関係者はコメントを拒んだと言い、死してなお、喜多川が護られているのだとコメントする。

## 制作
『J-POPの捕食者:秘められたスキャンダル』は、モビーン・アザーが台本を書き、報告する形を取り、メグミ・インマン (Megumi Inman) が監督/ディレクターを務めた。アザーは、2019年の喜多川の死去を受けて、この問題を調査し始めた。このドキュメンタリーの制作を通して、アザーとインマンは、『週刊文春』を例外として、日本のメディアや業界のプロたちは、おしなべて彼らに話をするのを断ったといい、彼らは何度も、ドキュメンタリーを制作しない方がいいと助言されたという。

## 放映
『J-POPの捕食者:秘められたスキャンダル』は、イギリスでは2023年3月7日に、BBC Two で、テレビ・シリーズ『This World』の一環として初放映され、ウェブサイトでも公開された。オーストラリアでは、2023年4月10日に、オーストラリア放送協会のテレビ・チャンネルのひとつである ABC TV において、ドキュメンタリー・シリーズ『Four Corners』の一環として放映された。
日本では、このドキュメンタリーは、BBCワールドニュース・ジャパンを通して、2023年3月18日と19日に放映された。 米国のニュースサイト『デイリー・ビースト (The Daily Beast)』は、日本のテレビ・ネットワークは、この番組の放送を拒んだと報じ、結果的にBBCは自前の手段で放映することになったのだとした。ストリーミング・サービスでは、BBCと契約上の義務があったHuluだけがこの番組を流したが、親会社にあたる日本テレビ放送網は、この一件で「パニック」状態に陥ったと報じられた。
続編に当たる『捕食者の影 ジャニーズ解体のその後 (Our World: The Shadow of a Predator)』は、2024年4月に放映された。

## 反響
『ガーディアン』紙は、『J-POPの捕食者:秘められたスキャンダル』を、星5つ中で星3つと評し、ドキュメンタリーを称賛しながらも、インタビューに対するアザーの反応や、藤島ジュリー景子への接触の試みをめぐるフラストレーションについては批判的であった。
アザーとインマンは、本作に対して、日本外国特派員協会 (FCCJ) から、2023年のプレスの自由賞 (the Freedom of the Press 2023 Award) を贈られた。

## 影響
何十年間にもわたって、喜多川に対する疑惑は、日本のメディアによって取り上げられることはなかった。しかし、『J-POPの捕食者:秘められたスキャンダル』の放送後、このドキュメンタリーは広く国際的に取り上げられ、外圧を加えられた日本のメディアは、この問題を取り上げるようになった。2023年4月5日、『週刊文春』は、元ジャニーズJr.の一員であるカウアン・オカモトが、2012年から2016年にかけて喜多川から性的虐待を受けていたと語った、という記事を掲載した。オカモトは、このドキュメンタリーの放映によって、自身の経験を公然と語る勇気が湧いたと述べた。オカモトは、日本外国特派員協会に招かれて、2023年4月13日に記者会見をおこなった。2023年5月14日には、藤島ジュリー景子が文書による謝罪と、謝罪の動画を公開し、「失望と不安」を与えたことに対して謝罪したが、ジャニーズ事務所としては、疑惑とされている内容が事実であるか否かは確認できない、とも述べた。
オカモトの陳述を受け、さらに数名の被害者たちが、喜多川による性的虐待の被害を訴え、ジャニーズ事務所は第三者委員会による調査を立ち上げることになった。2023年8月7日、調査によって、喜多川が、50年以上もの間に、数百人におよぶ少年たちに性的虐待を加えていたことが明らかになり、喜多川の姉で、ジャニーズ事務所の元副社長であったメリー喜多川（藤島メリー泰子）が、そのような行為を隠蔽し続けていたことが明らかにされた。2023年9月7日、藤島ジュリー景子はジャニーズ事務所のCEOを退任し、虐待が実際に起こっていたことを認めた。いくつもの有名なブランド、例えば、アサヒグループホールディングス、キリンホールディングス、サントリーホールディングスは、ジャニーズ事務所関係のタレントとの契約を更新しないと表明した。